# Kuriren (Finland)
Kuriren (före 1964 Österbottniska kuriren) är en svenskspråkig veckotidning som ges ut i Vasa i Finland av Kurirens Förlag Ab. Tidningen grundades 1959 av Frejvid Weegar som var chefredaktör och ansvariga utgivare från grundandet fram till sin död 2018. Upplagan låg år 2016 på 9 500 exemplar men 2019 var den runt 8 000. Tidningens målgrupp är framför allt medelålders finlandssvenskar, och den innehåller bland annat artiklar om hem och hushåll, hälsa, fritid, mat, människor, resor, kultur, teknik, noveller och följetonger.    
Parallellt med tidningen drev Weegar fram till 2016 också resebyrån Kurirens Resebyrå som ordnade sällskapsresor på svenska och bidrog till att finansiera tidningsverksamheten.
Veckotidningen Kuriren trycks hos UPC Print i Vasa.